# Sindanglaut (Lemahabang)
Sindanglaut is een bestuurslaag in het regentschap Cirebon van de provincie West-Java, Indonesië. Sindanglaut telt 3843 inwoners (volkstelling 2010).